# Jean-Paul Bourelly
Jean-Paul Bourelly (* 23. November 1960 in Chicago) ist ein US-amerikanischer Jazzgitarrist, der ebenso Blues, Rock und Weltmusik spielt.

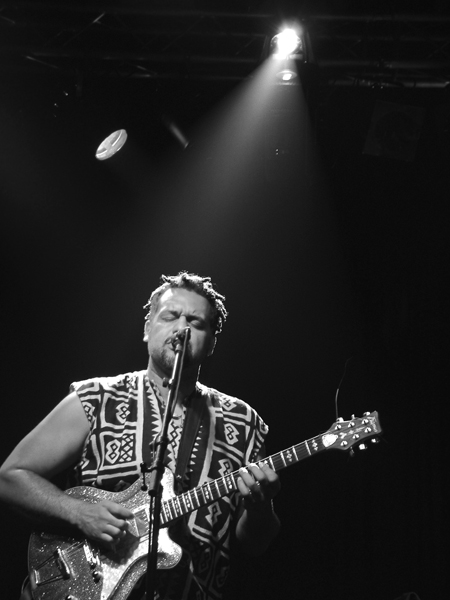
Jean-Paul Bourelly in Holland (2008)

## Frühe Jahre
Jean-Paul Bourelly wuchs in Chicago auf, wo Muddy Waters einen bleibenden Eindruck auf ihn machte. In der Schulband spielte  er Carlos Santana in Hardrockversion. Die Band of Gypsys als Plattenaufnahme gehört zu seinen früheren Musikeindrücken. Durch sein haitianisches Elternhaus war er mit Merengue, Voodoo und Roots Music („Weltmusik“) vertraut; außerdem war er von der Musik der Chicago Southside beeinflusst, insbesondere seinem städtischen Blues. Von seinen Brüdern beeinflusste ihn Carl konzeptionell und mit Rap und R&B, und Marc spielte Miles’ On the Corner auf dem Saxophon. Sein Vater konnte klassische Musik vom Blatt auf dem Klavier spielen, ebenso wie haitianische Partymusik, beispielsweise einen Wiener Walzer in Merengueform.

## Leben in New York
1979 zog Bourelly nach New York City, nahm ein Jahr später mit 19 Jahren mit Muhal Richard Abrams Blues Forever auf und spielte mit Pharoah Sanders und den Schlagzeugern Roy Haynes und Elvin Jones. Jones beeindruckte ihn mit seiner Auffassung der afrikanischen Polyrhythmik als Herz des Jazz. Weiterhin spielte er auf George Adams’ That Old Feeling und Cassandra Wilsons Point of View. Das darauf eingespielte Blue in Green macht sein Können deutlich. Mit Miles Davis war er im Plattenstudio (Amandla). Er beeinflusste auch Bewegungen wie die Black Rock Coalition und die M-Base-Musiker. Im Rockbereich nahm er Alben mit Robin Trower und Rod Stewart auf und trat mit Jack Bruce und Terry Bozzio auf. Er spielte mit der europäischen Rockband Matalex um Alex Gunia, die eine Art „Jazz-Grunge“ spielte und die er auch produzierte. Seitdem war seine futuristisch funkig klingende Gitarre in Zusammenarbeit mit Musikern wie Pee Wee Ellis & The JB Horns, Steve Coleman, Defunkt, Geri Allen, Graham Haynes, Marc Ribot, Me’shell Ndegeocello, Trilok Gurtu, Dennis Chambers sowie Reggie Washingtons Projekt Black Live (People of Earth) zu hören. zu hören.

## Internationale Ausrichtung
Bourelly erntete den meisten Ruhm in Europa und Fernost. In Deutschland wurde sein Sound als „dicht und rauh“, in Japan von Yoriko Kawachi als schwer, kraftvoll, heftig und wunderschön  bezeichnet. Das Album Trippin (1991) wurde von der amerikanischen Presse gepriesen und als Aufnahme des Jahres in Japan ausgezeichnet. Das 1996er Album Rock the Cathartic Spirits wurde hoch oben in Listen eingeordnet von der Kritik außerhalb der USA; es wurde wiederum Aufnahme des Jahres in Japan und kam weltweit dabei auf Platz 2 im Music Magazine.
In den 1990ern hat Bourelly herausfordernde Projekte auf einigen der wichtigsten europäischen Festivals vorgestellt. Er arbeitete dabei mit konzeptionell ähnlich freien Gitarristen wie Vernon Reid, Marc Ribot, David Torn und Elliott Sharp (im Duo) zusammen. 1996 stellte er eine neue Gruppe unter seiner Leitung vor: African Boom Bop, mit dem senegalesischen Griotsänger und Schlagzeuger Abdourahmane Diop und dem Perkussionisten Mino Cinelu und formulierte seine Philosophie für jede seiner BluWave-Bandits-Formationen. Seit den späten 1980ern spielten so unterschiedliche Musiker wie der Keyboarder und Rapper Mark Batson (von Get Set V.O.P.), Darryl Jones, Melvin Gibbs, Reggie Washington, die Schlagzeuger Alfredo Alias und Will Calhoun in den BluWave Bandits. Der Stil mischt die ganze Bandbreite des Jazz mit viel Blues und Groove.

## Persönlichkeit und Musik
Die Frage der Einordnung als Jazz/Funk-Gitarrist oder Rock/Blues-Experimentator hält Bourelly von untergeordneter Bedeutung und sei, wie er in einem Interview sagte, „nur wichtig für Leute, die einordnen müssten.“ Im gleichen Interview zeigte er sich beeindruckt von der Musik Marokkos, nachdem er durch seine marokkanische Ehefrau Gnawa Musik von dort sowie die populäre Ghettomusik aus Tanger und Casablanca kennengelernt hatte. Es habe (so Bourelly) seine Art Tonalität zu hören verändert und er würde nun nicht mehr verstehen, wenn jemand diese Musik als verstimmt bezeichne, denn wenn man einmal damit begonnen hätte Vierteltöne zu hören, würde das der Musik eine neue Dimension hinzufügen.
Seine Musik übernahm seit den Rock the Carthartic Spirits neue Formen und Elemente. Sie enthält viele bi-, tri und quad-(vier-)tonale Harmonien und eine afrikanische Einstellung zum Rhythmus.
Bourelly interessiert sich für die politische Situation der Afroamerikaner in den USA, was auf seinen frühen Alben in Texten eine Rolle spielt, seiner Musik aber nicht anzumerken ist („Ich predige nicht in meiner Musik, … wenn ich politisch sein will schreibe ich ein Buch.“).
Teils sind seine Texte einfach:
| „You needn’t blame me on the weather cause what you lie in is your own quick sand sinking you slowly through the mud.“(Aqua Blu) | Du brauchst dich bei mir nicht über das Wetter zu beschweren, es ist dein eigener Treibsand in dem du liegst, der dich in den Dreck zieht.(Wasserblau) |

...oder motivierend:
| „Time is never wasted when you’re willing to, there’s always hope, time to smell roses.“ (Hope) | Zeit ist niemals verschwendet, wenn du es versuchst, gibt es immer Hoffnung, Zeit für den Rosenduft.(Hoffnung) |

...oder politisch:
| „You’re only recapitulating what you’ve been fed like an African in Europe talkin’ notty dread style and the t.v. be blaming the sweet lies the grand master wants to hide“ .(The Lonely Know) | Du wiederholst nur, womit du gefüttert wurdest, wie ein Afrikaner mit einer europäischem verdrehten angstmachenden Rede, und das Fernsehen ist daran schuld, dass die süßen Lügen vom großen Meister versteckt werden können. (Das einsame Wissen) |

Er meint, dass schwarze Musik wie R&B und Rap das Musikverständnis der schwarzen Bevölkerung in Amerika einschränkt, weil es als deren Bedürfnis von weißen Produzenten auf sie zurückdefiniert wurde. Das Album Trippin’ war seines Erachtens so erfolgreich, weil es einfach für den Hörer war, sich in die Musik hineinzuversetzen und sie gleichzeitig den Stil von Jimi Hendrix heraushörten.
Bourelly produziert seine Alben selbst, oder gerne mit DIW und PAO, weil er sich künstlerisch nicht einengen lassen will.
Seine Tochter Bibi Bourelly ist ebenfalls Musikerin und Songschreiberin.

### Diskographie
- Jungle Cowboy (JMT, 1987)
- Trippin (Enemy, 1992)
- Saints & Sinners (DIW, 1993)
- Blackadelic-Blu (DIW, 1994)
- Tribute to Jimi (DIW, 1995)
- Fade to Cacophony: Live! (DIW, 1995)
- Rock the Cathartic Spirits (DIW, 1996)
- Mag Five (PAO, 1998)
- Vibe Music (PAO, 1999)
- Boom Bop (PAO, 2000)
- Trance Atlantic (Boom Bop II) (Double Moon, 2001)
- News from a Darked Out Room (Phonector, 2006)
- CutMotion (2009)[6]
- Kiss The Sky (JPgotMangos, 2017)